# Funkytown
Funkytown és una pel·lícula quebequesa del 2011 del director Daniel Roby, amb guió de Steve Galluccio.

## Sinopsi
La pel·lícula està inspirada en l'època disco, quan Mont-real era coneguda a Amèrica del Nord i a Europa després de Nova York com la capital de la moda disco. El film retrata aquest món d'hedonisme, de vides viscudes en i pel moment present. Recorre des de l'apogeu de l'era disco, del 1977, fins al 1982, quan aquesta moda comença a ofegar-se. Mont-real ha patit la polarització política del referèndum quebequès del 1980 i comença a viure els primers anys d'un decenni de declivi econòmic.